# Подокарпус (национальный парк)
Подокарпус (исп. Parque Nacional Podocarpus) — национальный парк на юге Эквадора. В административном отношении расположен на территории провинций Самора-Чинчипе (85 % территории) и Лоха. Был основан в 1982 году.
Площадь парка составляет 1462,8 км². Он простирается от двух отрогов восточного хребта Анд до бассейнов рек Нангарица, Нунбала и Лойола. Подокарпус характеризуется высоким биоразнообразием и большим колическом эндемиков, что объясняется тем, что здесь сходятся 4 экологические зоны: Северные Анды, Южные Анды, Амазония и Тихоокеанская зона. Несмотря на большое количество знаний, которое было собрано о биоразнообразии парка, очевидно, что многие виды, обитающие здесь, до сих пор так и не были обнаружены.
Парк служит домом для 68 видов млекопитающих, среди них: горный тапир (Tapirus pinchaque), очковый медведь (Tremarctos ornatus), пуду (Pudu mephistophiles), ягуар (Pudu mephistophiles), полуполосый скунс (Conepatus semistriatus), эквадорский ценолест (Caenolestes fuliginosus) и др. Здесь встречаются 560 видов птиц, что составляет 6 % всех видов птиц мира и 40 % всех видов птиц, встречающихся в Эквадоре.